# (1977) Shura
(1977) Shura (1970 QY) ist ein Asteroid des Hauptgürtels, der am 30. August 1970 von der russischen Astronomin Tamara Michailowna Smirnowa im Krim-Observatorium entdeckt wurde.
Er ist nach Alexander Anatoljewitsch Kosmodemjanski (1925–1945) benannt.